# Эштон (Иллинойс)
Э́штон (англ. Ashton) — деревня в округе Ли, штат Иллинойс, США. По данным переписи 2010 года, численность населения составляла 972 человека, по сравнению с 1142 в 2000 году.

## История
Эштон первоначально назывался Огл-Стейшн, но впоследствии это название было изменено, чтобы избежать путаницы с названием округа в штате. Торнадо обрушился на город 9 апреля 2015 года в 6:40 вечера по Гринвичу.

## Демография
По состоянию на перепись населения в 2000 году в поселении проживало 1 142 человека, 437 домохозяйств и 312 семей. Плотность населения составляло 1 727,6 человек на квадратную милю (668,1 км²). Насчитывалось 468 единиц жилья со средней плотностью 708,0 на квадратную милю (273,4 км²). Расовый состав населения деревни составлял: 97,99 % — белые, 1,05 % — афроамериканцы, 0,09 % — коренные американцы, 0,35 % — другие расы и 0,53 % представители двух или более рас. Испаноязычные или латиноамериканские представители любой расы составляли 2,36 % населения.
Насчитывалось 423 домохозяйств, из которых 35,2 % воспитывали детей в возрасте до 18 лет, проживающих с ними, 54,2 % были супружеские пары — в 14,4 % семей женщины проживали вместе, при этом мужей не было, а 28,4 % не имели семей. 23,3 % всех домохозяйств состояли из одного человека, а в 11,0 % из них проживали одинокие люди в возрасте 65 лет и старше. Средний размер домохозяйства — 2,57, а семьи — 2,98 человека.
Население поселения было распределено по возрастной шкале: 27,5 % — до 18 лет, 8,4 % — от 18 до 24 лет, 29,9 % — от 25 до 44 лет, 19,6 % — от 45 до 64 лет и 14,5 % в возрасте 65 лет и старше. Средний возраст жителя округа составлял 36 лет. На каждые 100 женщин приходилось 90,7 мужчин. На каждые 100 женщин старше 18 приходилось 87,3 мужчин.
Средний доход домохозяйства в поселении составлял 39 896 долларов, а средний доход семьи — 43 750 долларов. Средний доход мужчин составлял 33 750 долларов против 22 381 доллара у женщин. Доход на душу населения на поселение приходилось 21 200 долларов. Около 5,4 % семей и 6,2 % населения были ниже черты бедности, в том числе 3,8 % из тех, кому ещё не исполнилось 18 лет, и 3,1 % из тех, кому было 65 лет и старше.